# Joachim Pirsch
Joachim Pirsch (* 26. Oktober 1914; † 25. August 1988) war ein deutscher Ruderer, der 1936 mit Willi Kaidel die olympische Silbermedaille im Doppelzweier gewann.
Der Ruderer vom Berliner RV Alemannia belegte 1934 bei den Deutschen Meisterschaften im Einer den zweiten Platz hinter Gustav Schäfer. 1936 bildete Pirsch zusammen mit dem Schweinfurter Willi Kaidel einen Doppelzweier und gewann bei den Deutschen Meisterschaften. Bei den Olympischen Spielen 1936 in Berlin belegten die beiden den zweiten Platz hinter den Briten Jack Beresford und Leslie Southwood und erhielten die Silbermedaille. 1937 wiederholten Pirsch und Kaidel ihren Erfolg bei den Deutschen Meisterschaften. Bei den Europameisterschaften in Amsterdam gewannen die beiden den Titel vor Booten aus Ungarn und Italien.